# Ržanica
Ržanica (en serbe cyrillique : Ржаница) est un village de Serbie situé dans la municipalité d'Aleksandrovac, district de Rasina. Au recensement de 2011, il comptait 270 habitants.

## Démographie
| 1948 | 1953 | 1961 | 1971 | 1981 | 1991 | 2002 | 2011 |
| ---- | ---- | ---- | ---- | ---- | ---- | ---- | ---- |
| 552  | 570  | 538  | 489  | 458  | 388  | 317  | 270  |

|  |